# Apiculture aux États-Unis

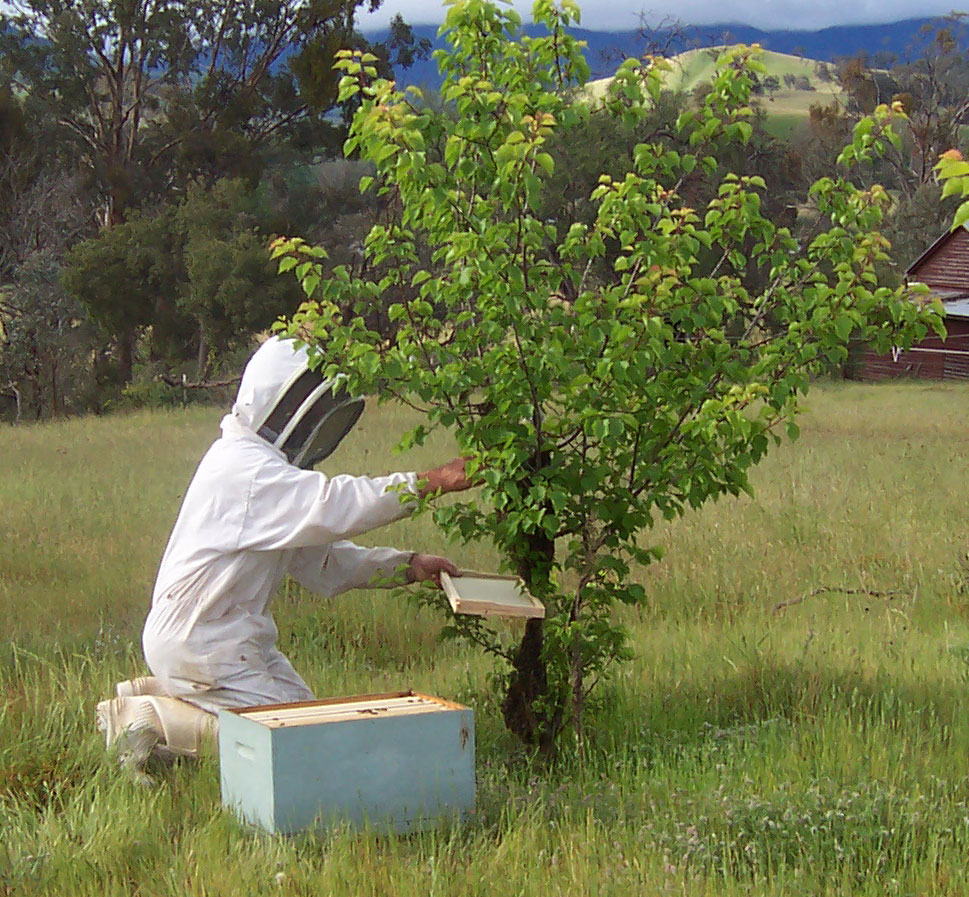
Apiculteur recueillant un essaim d'abeilles.

L’apiculture aux États-Unis est un secteur important de l'agriculture américaine, tant par le rôle joué par les colonies d’abeilles dans la pollinisation (30 % de l'alimentation humaine est issue de la pollinisation apiphile) que dans la production de miel issue de 3 millions de ruches détenues par  21 000 apiculteurs essentiellement amateurs (1 500 apiculteurs professionnels sont recensés). Elle est en déclin depuis 2006, victime du syndrome d'effondrement des colonies d'abeilles.

## Histoire
Des colonies d'abeilles à miel ont d'abord été expédiés par bateau en Virginie par des colons britanniques en 1621, leur miel étant  utilisé par les pionniers comme principal édulcorant. Ces abeilles domestiques et l'essaimage naturel ont peu à peu colonisé l'Amérique du Nord et de l'Ouest. À l'origine en paille, les ruches sont rapidement fabriquées en bois mais restent peu pratiques, les essaims devant être détruits à chaque récolte de miel. Bien que le sucre ait supplanté le miel comme principal édulcorant, l'apiculture n'a pas disparu et connaît sa transformation la plus radicale au milieu du XIXe siècle. La création en 1851 par le pasteur Lorenzo Langstroth de la ruche Langstroth, l'une des premières ruches véritablement pratiques à cadres mobiles, l'importation de l'abeille italienne dans les années 1850 et l'invention de l'extracteur à miel (en) en 1865, sont des facteurs rationnels et économiques qui favorisent le développement de grandes exploitations apicoles produisant du miel à grande échelle.
Après l'hiver 1907, l'apiculteur Néphi Miller décide de déplacer ses ruches dans les orangeraies de Californie. Cette transhumance dans différentes régions du pays au gré des miellées permet d'accroître leur production au cours de l'hiver. Depuis lors, l'apiculture pastorale s'est répandue dans tous les États-Unis où la filière de l'arboriculture utilise ses services pour la pollinisation des vergers, notamment des amandiers, pommiers et pêchers.

## Aspects économiques
Depuis 2006, les États-Unis sont victimes du syndrome d'effondrement des colonies d'abeilles. Entre 2007 et 2011, les pertes hivernales pour les apiculteurs professionnels varient entre 28 et 33 %, en 2012 elles sont de 22 %.
En 2012, la production nationale est de 67 294 tonnes alors que la consommation est trois fois supérieure. Les États-Unis importent donc 130 495 tonnes de miel, principalement du Canada, de l'Argentine, de l'Uruguay et du Brésil.